# Военно-революционные комитеты
Вое́нно-революцио́нные комите́ты (ВРК) в России — военные организационно-технические органы при Советах рабочих и солдатских депутатов, возникшие в России во второй половине 1917 года, в годы I Мировой Войны 1914-1918 года.

## Военно-революционный комитет Петроградского совета
Первый Военно-революционный комитет был создан при Петроградском совете в дни Корниловского мятежа для организации обороны столицы; после ликвидации мятежа был распущен и комитет.
9 (22) октября 1917, когда германские войска, завладев Рижским заливом, опасно приблизились к столице, правые социалисты — меньшевики и эсеры — внесли в Исполком Петроградского совета предложение создать Комитет революционной обороны для защиты столицы — теперь уже от немцев; комитет был призван привлечь к активному участию в обороне Петрограда столичных пролетариев. Большевики поддержали предложение, увидев в нём возможность легализовать Красную гвардию. 16 (29) октября пленум Петроградского совета принял предложенную председателем Совета Львом Троцким резолюцию о создании Военно-революционного комитета.
В ВРК вошли, кроме президиумов Совета и его солдатской секции, представители Балтийского флота, железнодорожного союза, заводских комитетов, профессиональных союзов, военных организаций представленных в Совете партий, Красной гвардии и другие.
21 октября (3 ноября) было избрано бюро ВРК: большевики Н. И. Подвойский, В. А. Антонов-Овсеенко, А. Д. Садовский; левые эсеры П. Е. Лазимир, Г. Н. Сухарьков. Точный персональный состав ВРК не установлен: в исторических исследованиях называются от 30 до 104 фамилий. Председателем, по предложению Троцкого, был избран левый эсер П. Е. Лазимир; фактическим руководителем ВРК был председатель Совета Л. Д. Троцкий. С этого дня ПВРК начал направлять своих комиссаров в войсковые части, на склады оружия и боеприпасов, в Петропавловскую крепость. К 24 октября (6 ноября) комиссары ВРК были назначены на все основные стратегические объекты столицы. Без их разрешения распоряжения Временного правительства и штаба Петроградского военного округа не исполнялись.
К утру 25 октября (7 ноября) почти весь город находился под контролем ВРК. В тот же день в воззвании «К гражданам России!», написанном В. И. Лениным, ВРК объявил, что Временное правительство низложено и государственная власть перешла в его руки. Был создан полевой штаб ВРК, который в ночь на 26 октября (8 ноября) осуществил операцию по занятию Зимнего дворца и аресту Временного правительства.
С конца октября до начала декабря 1917 года Петроградский ВРК исполнял функции чрезвычайного органа центральной государственной власти, содействовал установлению советской власти в Москве и других регионах России, в октябре — декабре направил на места около тысячи комиссаров и эмиссаров и несколько сотен агитаторов для создания местных ВРК, разъяснения декретов советской власти и проведения демобилизации армии. В самом Петрограде ВРК боролся с антибольшевистскими выступлениями, саботажем чиновников, вёл учёт и распределение топлива, сырья и электроэнергии, занимался продовольственным снабжением жителей и войск Северного фронта. Функции ВРК постепенно сокращались по мере того, как налаживалась работа наркоматов. 5 (18) декабря 1917 Петроградский ВРК прекратил своё существование.

## Военно-революционные комитеты в других регионах
По примеру Петрограда Военно-революционный комитет в октябре был создан при Московском совете (Московский военно-революционный комитет), а затем и в ряде других городов. К моменту победы вооруженного восстания в Петрограде, в России действовало свыше 40 ВРК, занимавшихся военно-технической подготовкой восстания. Вплоть до марта 1918 года ВРК выполняли роль временных чрезвычайных органов пролетарской власти.
По территориальному делению существовали губернские, городские, уездные, районные, волостные ВРК. В армии ВРК подразделялись на фронтовые, армейские, корпусные, дивизионные и полковые. В ряде случаев функции ВРК исполняли Революционные комитеты.